# Acanthocepola limbata
 Acanthocepola limbata és una espècie de peix de la família dels cepòlids i de l'ordre dels perciformes.

## Distribució geogràfica
Es troba des de Honshu (el Japó) fins a Taiwan i l'oest del Pacífic central.